# Vinec, Rogaška Slatina
Vinec este o localitate din comuna Rogaška Slatina, Slovenia, cu o populație de 23 de locuitori.